# Marinus Kutterink

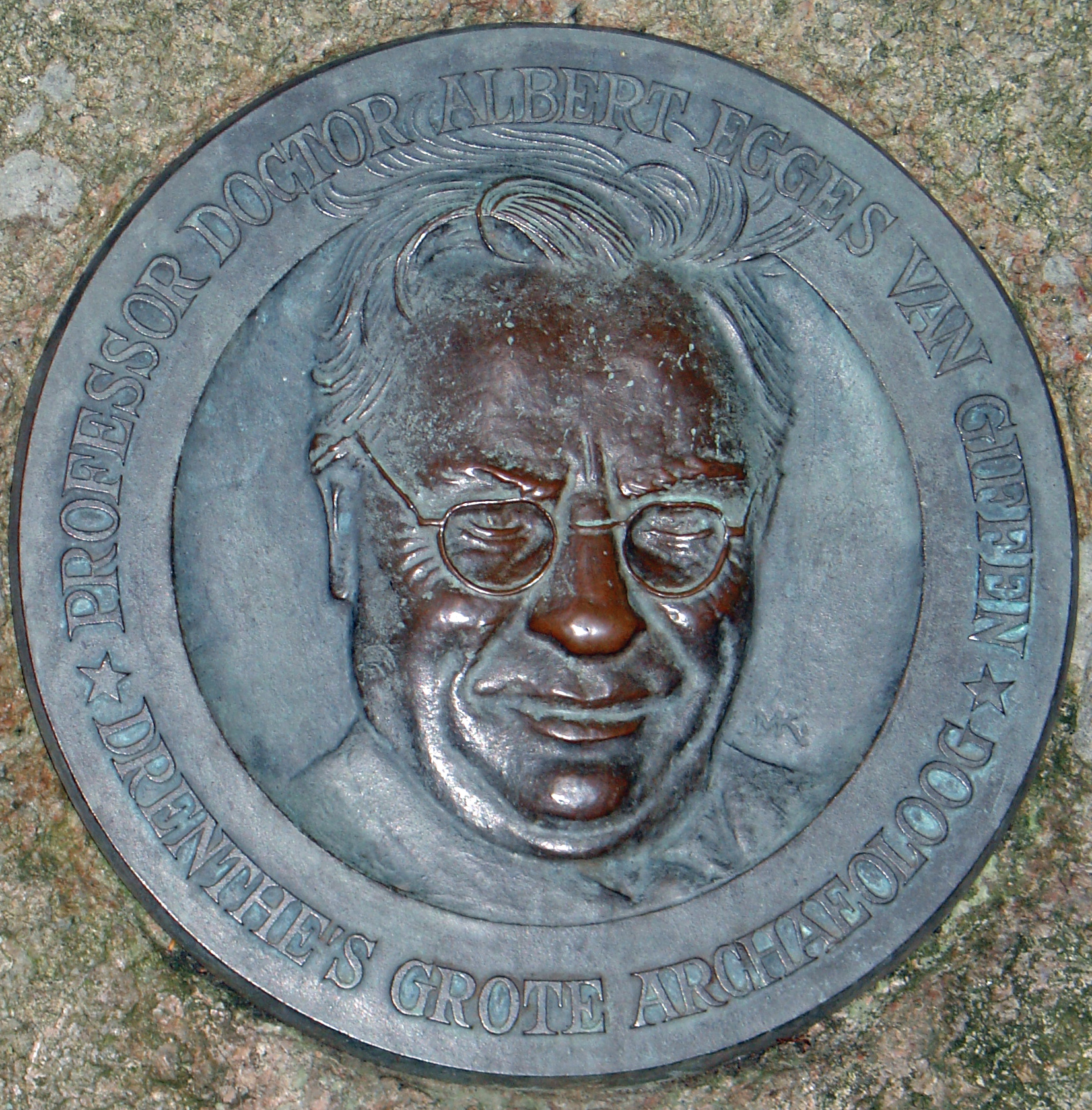
Plaquette Albert van Giffen.

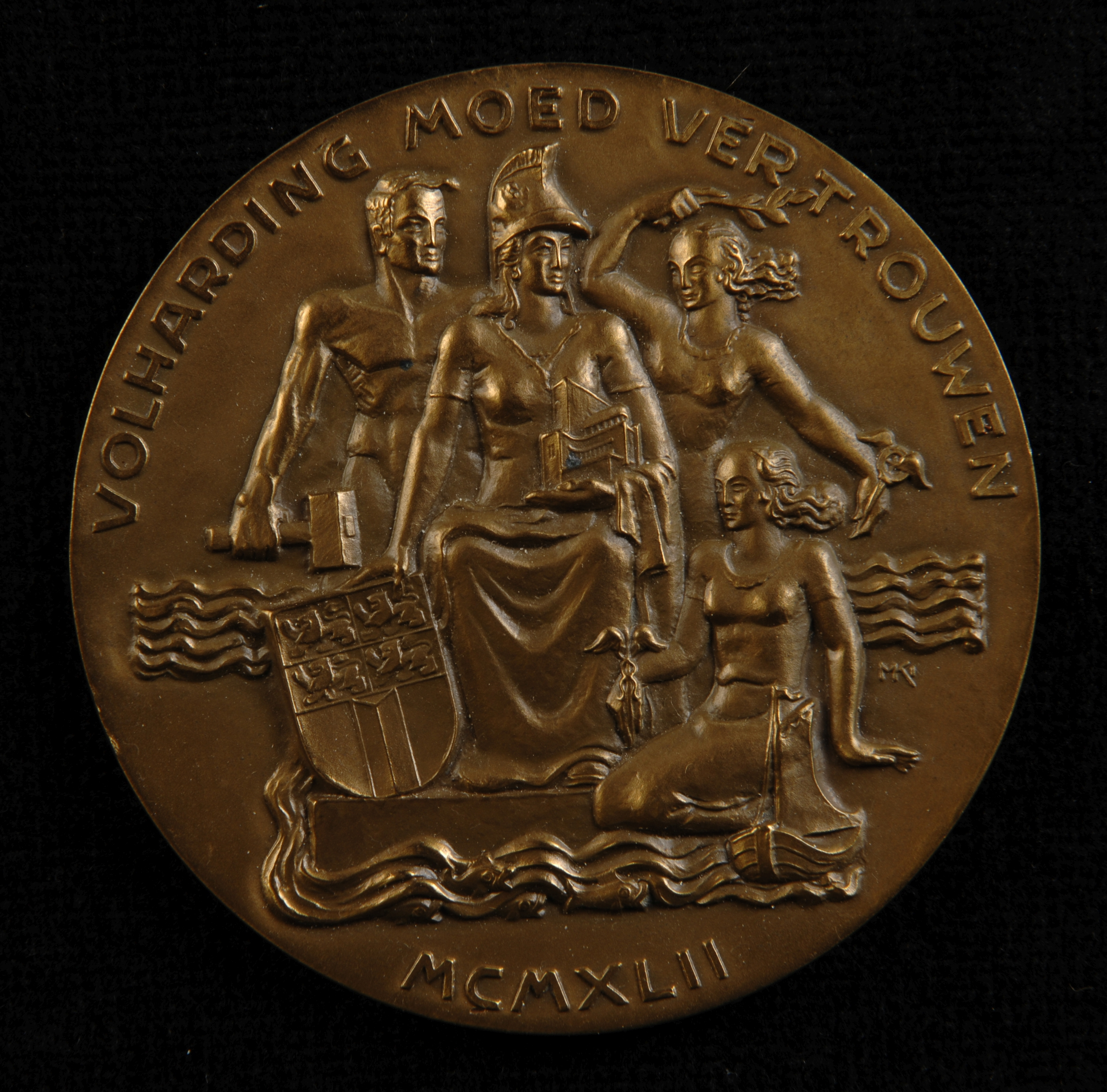
Voorzijde van de Maastunnelpenning (1942)

Marinus Kutterink (Losser, 21 november 1907 - Leidschendam, 5 december 1983) was een Nederlands medailleur.
Kutterink ontwierp penningen, maar daarnaast ook onder meer bestek, bekers en zilveren serviezen. Aan het Rijksinstituut voor tekenleraren haalde hij de akte voor tekenleraar. Daarna was hij tien jaar in dienst bij Koninklijke Van Kempen & Begeer, wat werd gevolgd door freelance opdrachten. Totaal heeft hij zo'n 200 penningen ontworpen, sinds 1933 gesigneerd met monogram MK. Hij ontwierp onder meer de jaarpenning 1942 voor de Vereniging voor Penningkunst, die herinnert aan de voltooiing van de Maastunnel dat jaar. Op de penning verbeeldde hij onder meer de Rotterdamse stedenmaagd en figuren die handel, verkeer en scheepvaart symboliseren, in een vormgeving die doet denken aan Hildo Krop. Kutterinks ontwerp voor een Europese erepenning in 1955, werd bekroond door het secretariaat van de Raad van Europa.
- Biografisch Portaal: 40716775
- RKD-Nederlands Instituut voor Kunstgeschiedenis: 46976
- Union List of Artist Names: 500715330